# Thomas Baylie
Thomas Baylie (1582 – 1663) è stato un pastore protestante inglese, membro dell'Assemblea di Westminster, seguace del movimento millenarista dei Fifth Monarchists.

## Biografia
Nato nel Wiltshire all'età di diciotto anni entrò al Merton College nel 1660, forse come maggiordomo o servitore. Nel 1602 ottenne una demyship che gli consentì di iniziare la sua formazione al Magdalen College dell'Università di Oxford. Nel 1611 divenne perpetual fellow e successivamente Master of Arts. Divenuto titolare della parrocchia di Manningford, nei pressi di Marlborough (Wiltshire) nel Wiltshire, divenne Bachelor of Divinity nel 1621, iniziando a convertirsi alla religione puritana. Dopo essere diventato uno zelante promotore del suo nuovo credo, prese la cosiddetta covenant, dichiarando solennemente e pubblicamente la sua confessione religiosa nel 1641, e venne ammesso tra i partecipanti all'Assemblea di Westminster. Successivamente gli venne assegnata la facoltosa parrocchia di Mildenhall, nel Wiltshire, dove fu chiamato a sostituire il precedente parroco di fede realista, tale dottor George Merely. Nella sua nuova parrocchia iniziò a predicare il credo millenarista dei Fifth Monarchists, e, a causa di ciò, dopo la Restaurazione venne scacciato dalla parrocchia per effetto dell'Atto di Uniformità. Costretto a ritirarsi a Marlborough non abbandonò tuttavia la sua attività di predicatore ed avviò una piccola comunità religiosa, dove continuò a vivere e morì nel 1663. Venne sepolto nella locale chiesa di St. Peter il 27 marzo 1663.

Fu autore di diversi sermoni, il più importante dei quali, dal titolo Thomae Baylaeei Maningfordiensis Ecclesise Pastoris de Merito Mortis Christi, et Modo Conversionis, diatribae duee, provt ab ipso in schola theologica apud Oxonienses publice ad disputandum propositae fuerunt, Maij 8. An. Dom. 1621. Nec non Concio ejusdem ad Clerum apud eosdem habita in templo Beatae Mariae, Iulij 5 An. D. 1622, pubblicato nel 1622 fu dedicato a Thomas Coventry, I barone di Coventry, futuro Lord cancelliere dal 1625 al 1640. 